# XV de Novembro Esporte Clube
O XV de Novembro Esporte Clube de Uberlândia fundado em 1956, como clube amador, profissionalizou-se em 1982 para disputar o Campeonato Mineiro da Segunda Divisão. Em 1984 o clube conseguiu o acesso com o vice campeonato. Disputou a Primeira divisão de 1985 e 1986, com o rebaixamento no último ano, o clube pede licenciamento e volta ao amadorismo em 1987.

## História
O XV de Novembro foi fundado em 1956 e conquistou o tetracampeonato Amador da Liga Uberlandense de Futebol (LUF) entre 1980 e 1983. Em 1982, quando era comandado por pessoas ligadas à Universidade Federal de Uberlândia, a equipe foi profissionalizada e disputou pela primeira vez o Campeonato Mineiro da Segunda Divisão.
Em 1984, o clube conseguiu o acesso para a elite estadual com a conquista do vice-campeonato. Disputou a Primeira Divisão em 1985 e 1986, mas com o rebaixamento no último ano o clube pediu licenciamento, retornando ao futebol amador em 1987. O time protagonizou quatro confrontos contra o Uberlândia Esporte Clube. Em 1985, a equipe bateu o Verdão por 2 a 1, e na segunda partida prevaleceu o empate em 1 a 1. Já em 1986, ano do descenso, o UEC venceu o primeiro duelo por 2 a 0, e o segundo jogo por 1 a 0. O ano de 2019 deverá marcar o retorno ao futebol profissional de Uberlândia de um dos clubes de maior tradição na cidade.Em 2021, é citado para a Segunda Divisão do Campeonato Mineiro.
O médico ortopedista Abelardo Penna confirmou, por intermédio de rede social, que está trabalhando em um projeto de reativação do XV de Novembro Esporte Clube, em parceria com o advogado Fernando Lima. Abelardo já é o presidente do clube. Desde 2014, o clube estava sob a guarda do músico Fernando Pires, que já não tem mais nenhuma ligação com a instituição.

## Campanhas de Destaque

### Estadual
- Vice-campeão da Segunda Divisão do Campeonato Mineiro: 1 vez (1984).